# Kurasini
Kurasini è una delle circoscrizioni (ward) che compongono il distretto di Temeke della città-regione di Dar es Salaam. Si affaccia sul canale omonimo, di fronte alla penisola di Kigamboni. A Kurasini si trova un porto molto trafficato, dove attraccano mercantili, navi da crociera, dhow e ngalawa (le canoe locali); per la sua atmosfera pittoresca, viene annoverato fra le principali attrazioni turistiche di Dar.
Kurasini è stato un centro di rilievo nel periodo coloniale; il primo insediamento europeo, nel 1894, fu la missione dei Padri Benedettini Tedeschi. In seguito, qui fu costruito il primo aeroporto dell'Africa Orientale Tedesca, in seguito rimpiazzato da quello che oggi si chiama Aeroporto Internazionale Julius Nyerere.